# Savenès
Savenès é uma comuna francesa na região administrativa de Occitânia, no departamento de Tarn-et-Garonne. Estende-se por uma área de 22,57 km². Em 2010 a comuna tinha 824 habitantes (densidade: 36,5 hab./km²).